# Eladio Mozas Santamera
Eladio Mozas Santamera (18. února 1837, Miedes de Atienza – 18. března 1897, Plasencia) byl španělský katolický kněz a zakladatel kongregace.

## Život
Narodil se 18. února 1837 v Miedes de Atienza. V prosinci 1862 dostal doktorát z teologie na Centrální univerzitě v Madridu. Na kněze byl vysvěcen v dubnu 1865 pro diecézi Plasencia. Po vysvěcení působil např. jako farní kněz, profesor v semináři.
V degradovaném Španělsku královny Isabely II. Španělské, byla velká negramotnost, chudoba lidí a útoky na církev. Otec Eladio chtěl regenerovat společnost. Z vnuknutí Boha založil Kongregaci Sester Josefitek Nejsvětější Trojice. Tato kongregace má za úkol obnovit morální, sociální a náboženskou společnost, prostřednictví rodin, škol, přednášek atd.
Dne 12. listopadu 1990 byl zahájen proces svatořečení v diecézi Plasencia. Dne 27. března 2013 byl papežem Františkem prohlášen za Ctihodného.